# Eugénie-les-Bains

Eugénie-les-Bains este o comună în departamentul Landes din sud-vestul Franței. În 2009 avea o populație de 470 de locuitori.

## Evoluția populației
| An        | 1975 | 1982 | 1990 | 1999 | 2006 | 2009 |
| --------- | ---- | ---- | ---- | ---- | ---- | ---- |
| Populație | 392  | 408  | 467  | 507  | 476  | 470  |